# Shaberu! DS Oryōri Navi
Shaberu! DS Oryōri Navi (しゃべる!DSお料理ナビ?, Shaberu! Dīesu Oryōri Navi, lett. "Parla! DS Cooking Navigator") è un simulatore di cucina per Nintendo DS. È stato pubblicato il 20 luglio 2006 in Giappone.

## Modalità di gioco
Il gioco contiene numerose ricette giapponesi con istruzioni passo per passo, e l'utente può usare il microfono del Nintendo DS per il riconoscimento vocale dei comandi, come girare le pagine. Tutte le istruzioni vengono lette ad alta voce, mentre alcune istruzioni sono registrazioni video che mostrano come eseguire alcuni task come tagliere. È possibile scegliere ricette basato su un numero di calorie, gli ingredienti l'utente dispone e così via. Il simulatore inoltre mantiene in memoria i piatti che il giocatore ha già fatto. Dispone inoltre di un temporizzatore, utile quando si sta cucinando sulla pasta e simili.

## Riconoscimenti
Shaberu! DS Oryōri Navi ha ricevuto un premio Eccellenza per Intrattenimento al Japan Media Arts Festival in Giappone 2006.